# Sthenias angustata
Sthenias angustata là một loài bọ cánh cứng trong họ Cerambycidae.